# Murphy Bay
Die Murphy Bay ist eine 11 km breite und vereiste Bucht an der ostantarktischen Georg-V.-Küste. Sie liegt zwischen dem Penguin Point und Kap Bage.
Entdeckt wurde sie bei der Australasiatischen Antarktisexpedition (1911–1914) unter der Leitung des australischen Polarforschers Douglas Mawson. Mawson benannte die Bucht nach Herbert Dyce Murphy (1879–1971), Hundebetreuer und Lagerverwalter bei dieser Expedition.